# Froylán Ledezma
Froylán Greing Ledezma Stephens (San José, 2 de enero de 1978) es un exfutbolista
costarricense que jugaba de delantero. 
Su trayectoria estuvo ligada al equipo Liga Deportiva Alajuelense, Deportivo Saprissa y varios clubes internacionales en Alemania, Austria, Grecia, Bolivia, Paraguay y Países Bajos. 
Su apodo es "El Cachorro".

## Trayectoria

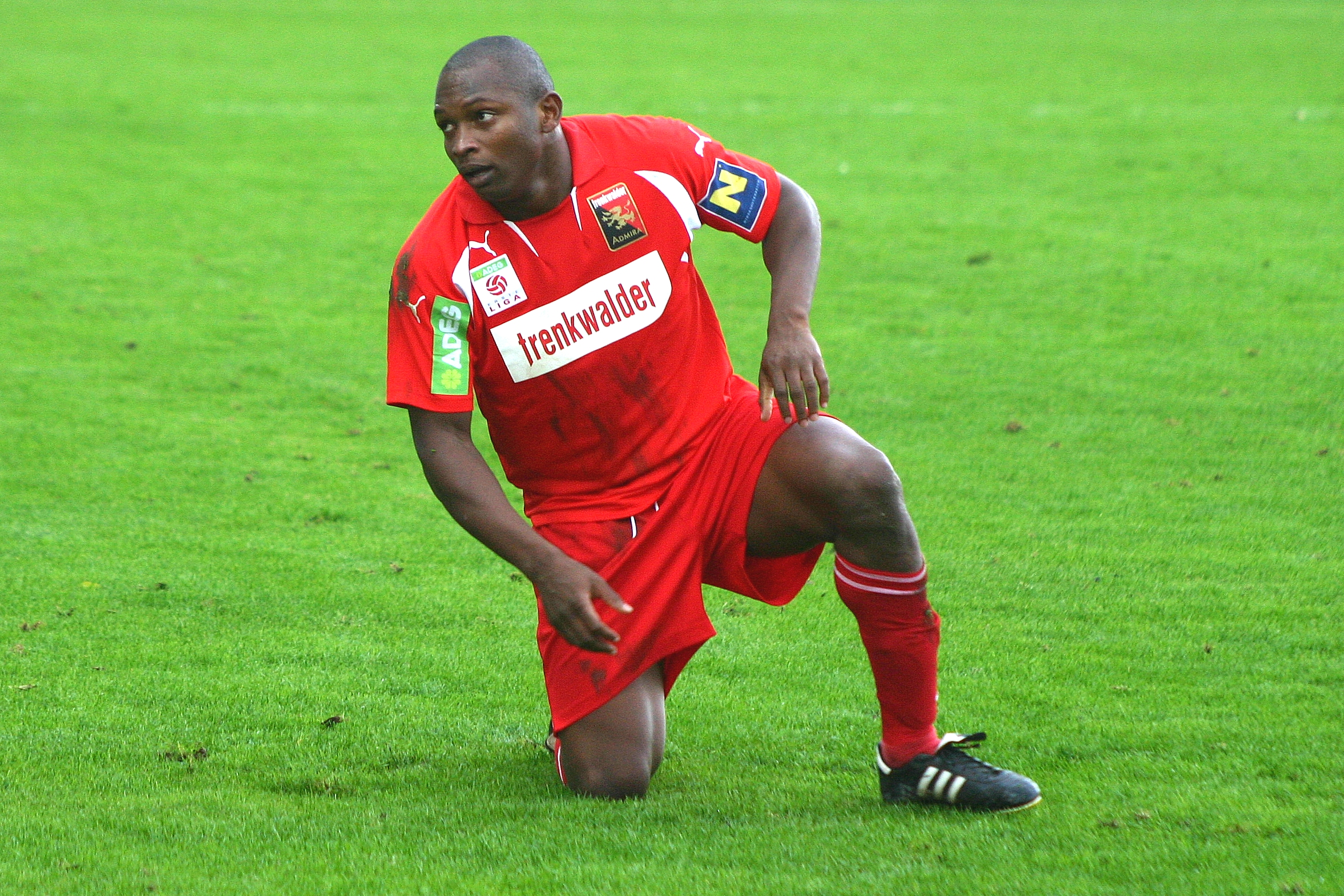
Froylán Ledezma

Debutó en la Liga Deportiva Alajuelense a la edad de 18 años. En la temporada 1995/96 anotó 14 goles y jugó 41 partidos, y en la siguiente temporada anotó 21 goles en 27 partidos. El club holandés Ajax Ámsterdam lo fichó en 1997 por alrededor de 4,5 millones de euros, sin embargo, la joven promesa no fue un éxito en el fútbol holandés. Fue suspendido por razones de disciplina por el Ajax desde su primera temporada hasta que su contrato terminó (casi tres años después y no llegó a jugar con el cuadro holandés). 
El Ajax lo ofreció a prueba al FC Barcelona en 1998 y jugó 3 partidos de pretemporada con el club catalán en los que logró 1 gol. Firmó para Cerro Porteño. Posteriormente, regresó a Costa Rica, donde firmó con el Deportivo Saprissa. Después de Saprissa jugó en Bolivia con The Strongest, pronto se convirtió en una pieza importante de la alineación inicial, jugando la Copa Libertadores.
Después regresó a LD Alajuelense y se convirtió en campeón de la Copa de Campeones de la CONCACAF del año 2004. Ledezma se convirtió en parte fundamental de la alineación inicial y llevó a su equipo al campeonato de liga en la temporada 2004/05. Jugó la temporada 2005-06 con Alajuelense, pero fue cedido al equipo griego Akratitos por 6 meses (1/1/2006-30/6/2006), y luego fue comprado por el clud austriaco SC Rheindorf Altach. Hizo una campaña aceptable y al final de la temporada fue vendido de nuevo al FC Augsburg. En una rápida operación fue trasladado al VfB Admira Wacker Mödling.
En 2009, tras un pobre desempeño de la selección nacional de Costa Rica bajo la dirección de Hernán Medford, el nuevo entrenador, Rodrigo Kenton, lo llamó de nuevo a la selección nacional, donde tuvo un desempeño bastante bueno.
Ledezma fue liberado del Admira Wacker en diciembre de 2009, y jugó para un club de Costa Rica, el Club Sport Herediano en la temporada 2010-2011. Después de una buena temporada con el Club Sport Herediano vuelve al club Autriaco VfB Admira Wacker Mödling quien después lo cede de nuevo a su equipo de formación Liga Deportiva Alajuelense, donde se retira.

## Carrera internacional
Ledezma jugó para Costa Rica en la Copa Mundial de Fútbol Juvenil de 1997 en Malasia, donde le metió gol a Japón y en las siguientes copas de clubes: Copa Interclubes de la Uncaf, UEFA Champions League, Copa Libertadores y Liga de Campeones de la Concacaf y de su país Copa UNCAF 1999 y en las eliminatorias Copa Mundial de fútbol 2006 y Copa Mundial de Fútbol de 2010.

#### Participaciones internacionales
| Competición                     | Sede           | Resultado   | Partidos | Goles |
| ------------------------------- | -------------- | ----------- | -------- | ----- |
| Copa Uncaf 1999                 | Costa Rica     | Campeón     | 4        | 2     |
| Copa de Oro de la Concacaf 2009 | Estados Unidos | Semifinales | 4        | 1     |

#### Participaciones en eliminatorias
| Eliminatoria               | Sede      | Resultado   | Posición | Partidos | Goles |
| -------------------------- | --------- | ----------- | -------- | -------- | ----- |
| Clasificación Mundial 1998 | Francia   | Eliminado   | 4.ª      | 1        | 0     |
| Clasificación Mundial 2006 | Alemania  | Clasificado | 3°       | 3        | 0     |
| Clasificación Mundial 2010 | Sudáfrica | Eliminado   | 4°       | 6        | 3     |

### Goles internacionales
| N. | Fecha                   | Sede                                 | Rival     | Gol | Resultado | Competición                     |
| -- | ----------------------- | ------------------------------------ | --------- | --- | --------- | ------------------------------- |
| 1. | 27 de agosto de 2022    | Estadio Nacional de Costa Rica       | Belice    | 3–0 | 7–0       | Copa Uncaf 1999                 |
| 2. | 17 de marzo de 1997     | Estadio Nacional de Costa Rica       | Belice    | 4–0 | 7–0       | Copa Uncaf 1999                 |
| 3. | 4 de junio de 2004      | Estadio Ricardo Saprissa, Costa Rica | Nicaragua | 2–1 | 5–1       | Partido amistoso                |
| 4. | 7 de septiembre de 2008 | Estadio Ricardo Saprissa, Costa Rica | Surinam   | 1–0 | 7–0       | Clasificación Mundial 2010      |
| 5. | 7 de septiembre de 2008 | Estadio Ricardo Saprissa, Costa Rica | Surinam   | 2–0 | 7–0       | Clasificación Mundial 2010      |
| 6. | 24 de julio de 2009     | Soldier Field, Estados Unidos        | México    | 1–1 | 1–1       | Copa de Oro de la Concacaf 2009 |

## Clubes
| Club                  | País         | Año       |
| --------------------- | ------------ | --------- |
| L.D Alajuelense       | Costa Rica   | 1995-1997 |
| Ajax Ámsterdam        | Países Bajos | 1997-2001 |
| Cerro Porteño         | Paraguay     | 2001-2002 |
| Deportivo Saprissa    | Costa Rica   | 2002      |
| Club The Strongest    | Bolivia      | 2003      |
| L.D Alajuelense       | Costa Rica   | 2003-2006 |
| Akratitos F.C.        | Grecia       | 2006      |
| SC Rheindorf Altach   | Austria      | 2006-2007 |
| FC Augsburg           | Alemania     | 2007-2008 |
| Admira Wacker Mödling | Austria      | 2008-2010 |
| C.S Herediano         | Costa Rica   | 2010-2011 |
| Admira Wacker Mödling | Austria      | 2011-2012 |
| L.D Alajuelense       | Costa Rica   | 2012      |

## Palmarés

### Títulos nacionales
| Título                         | Equipo                | País         | Año  |
| ------------------------------ | --------------------- | ------------ | ---- |
| Primera División de Costa Rica | L.D Alajuelense       | Costa Rica   | 1996 |
| Primera División de Costa Rica | L.D Alajuelense       | Costa Rica   | 1997 |
| Eredivisie                     | Ajax de Ámsterdam     | Países Bajos | 1998 |
| Copa de los Países Bajos       | Ajax de Ámsterdam     | Países Bajos | 1998 |
| Copa de los Países Bajos       | Ajax de Ámsterdam     | Países Bajos | 1999 |
| Primera División de Bolivia    | Club The Strongest    | Bolivia      | 2003 |
| Primera División de Costa Rica | L.D Alajuelense       | Costa Rica   | 2005 |
| Segunda División de Austria    | Admira Wacker Mödling | Austria      | 2011 |

### Títulos internacionales
| Título                           | Equipo                  | Sede          | Año  |
| -------------------------------- | ----------------------- | ------------- | ---- |
| Torneo Grandes de Centroamérica  | L.D Alajuelense         | Centroamérica | 1996 |
| Copa de Naciones de la Uncaf     | Selección de Costa Rica | Costa Rica    | 1999 |
| Copa de Campeones de la Concacaf | L.D Alajuelense         | Concacaf      | 2004 |
| Copa Interclubes de la Uncaf     | L.D Alajuelense         | Concacaf      | 2005 |